# Ernesto Augusto de Hanôver (1954)
Ernesto Augusto V, Príncipe de Hanôver (em alemão: Ernst August Albert Otto Rupprecht Oskar Berthold Friedrich-Ferdinand Christian-Ludwig Prinz von Hannover Herzog zu Braunschweig und Lüneburg Königlicher Prinz von Großbritannien und Irland; 26 de fevereiro de 1954, em Hanôver, Baixa Saxônia, Alemanha) é o filho mais velho de Ernesto Augusto de Hanôver (1914–1987) e de sua primeira esposa, a princesa Ortruda de Eslésvico-Holsácia-Sonderburgo-Glucksburgo (1925–1980). Ele é o terceiro e atual marido de Carolina do Mónaco. Apesar de ser o pretendente ao trono do Reino de Hanôver, comumente as pessoas referem-se a Ernesto como "Sua Alteza Real o Príncipe de Hanôver" ou como "Ernesto Augusto V".

## História familiar
Como o principal descendente da linha masculina de Jorge V de Hanôver e portanto também de Jorge III do Reino Unido, Ernesto Augusto é o chefe da Casa de Guelfo e é enumerado como Ernesto Augusto V. Ele é um pretendente hanoveriano ao trono do Reino de Hanôver e ao trono ducal do Ducado de Brunsvique-Luneburgo. Por isso, ele se estiliza, de acordo com a tradição germânica, como "Sua Alteza Real O Príncipe de Hanôver, Duque de Brunsvique e Luneburgo, Príncipe da Grã-Bretanha e Irlanda". Nenhum desses títulos, entretanto, é válido sob as leis modernas inglesas, alemãs ou irlandesas; mas são usados por cortesia nas cortes europeias e formalmente reconhecidos pelo estado de Mónaco. Na Alemanha, títulos da nobreza e da realeza foram abolidos em 1918, sendo legalmente considerados apenas sobrenomes.
Herdeiro do Duque de Cumberland e Teviotdale, Ernesto Augusto tem direito à petição da restauração dos pariatos britânicos de seus ancestrais, mas nunca o fez, ainda que seu pai tenha com sucesso reclamado nacionalidade britânica depois da Segunda Guerra Mundial.
O príncipe também é o bisneto do último imperador germânico, Guilherme II.

## Família
A primeira esposa de Ernesto Augusto foi Chantal Hochuli, com quem se casou civilmente em 28 de agosto de 1981 e religiosamente em 30 de agosto daquele mesmo ano. Hochuli é herdeira de uma fortuna de chocolate suíço. Eles tiveram dois filhos:
- Ernesto Augusto (nascido em 1983)
- Cristiano (nascido em 1985)

Ernesto e Chantal se divorciaram em 23 de outubro de 1997. Ele se casou pela segunda vez em 23 de janeiro de 1999, com a princesa Carolina do Mónaco, que estava grávida naquele momento da filha de Ernesto, a princesa Alexandra de Hanôver (nascida em 20 de julho de 1999).
Ernesto Augusto V nasceu na linha de sucessão à coroa britânica, ele foi obrigado pelo Royal Marriages Act 1772. Assim, antes de seu casamento com a princesa Carolina fez um pedido formal de autorização a rainha Isabel II, o pedido foi concedido pela rainha no Conselho do Parlamento da Grã-Bretanha. Sem a aprovação real, o casamento teria sido nulo na Grã-Bretanha, e pode ter ameaçado o direito de Ernesto Augusto de petição para a retomada do ducado de Cumberland. Garantia da França mesma forma, o Tribunal de Justiça monegasca foi notificado oficialmente do casamento de Caroline com o príncipe Ernesto Augusto e recebidos que não havia oposição, em conformidade com o tratado franco-monegasco.
Depois de vários escândalos de traição, Carolina e Ernst separaram-se no verão de 2009. Não estão divorciados, pois o príncipe que não está disposto a fazê-lo, apesar de assumir publicamente outros relacionamentos.

## Controvérsias
Em Julho de 2020, após desacatos provocados com a polícia na sua cabana de caça, Ernst foi internado compulsivamente numa clínica psiquiátrica.
Em Setembro de 2020, e depois de ter feito ameaças graves e estragos vários, o príncipe alemão não foi levado para uma clínica, mas sim para a prisão.
Em 2018, namorou publicamente com a portuguesa Maria Madalena Bensaude.